# Carl Wilhelm Wippermann (Jurist)
Carl Wilhelm Wippermann, auch Karl Wilhelm Wippermann (* 27. Oktober 1730, anderes Datum 17. Oktober 1728 in Ludwigsburg; † 14. September 1797 in Rinteln), war ein deutscher Jurist und Hochschullehrer.

## Leben

### Familie
Carl Wilhelm Wippermann war der Sohn von Johann Liborius Wippermann (* 1. Juni 1688; † 1769), Herzoglich Württembergischer Stallmeister in Ludwigsburg, und dessen Ehefrau Charlotte Felicitas (* 20. Februar 1704; † 16. August 1730),  Tochter von Georg Friedrich Hess, Vogt in Herrenberg; er hatte siebzehn Geschwister.
Seine Stiefmutter war eine Tochter des Prälaten und evangelischen Abts von Kloster Bebenhausen sowie Generalsuperintendenten Christoph Friedrich Stockmayer (1661–1749).
Seit dem 10. Dezember 1761 war er mit Anna Elisabeth Sophie (* 1. Dezember 1737), der Tochter von Paul Philipp Wolffhardt (1699–1759), Doktor beider Rechte und Hochschullehrer der Rechtswissenschaften an der Universität Rinteln, verheiratet; gemeinsam hatten sie acht Kinder, von diesen sind namentlich bekannt:
- Charlotte Henriette Elisabeth Wippermann (* 1762, † nach 1797);
- Friederike Dorothea Wippermann (* 1764), verheiratet in erster Ehe seit 1785 mit Christian Wilhelm Clemen (1747–1795)[2], Metropolitan in Rauschenberg, und in zweiter Ehe seit 1797 mit Christian Christoph Soldan († 4. Januar 1833 in Rauschenberg), Metropolitan in Rauschenberg;
- Friedrich Liborius Wippermann (* 1765; † 1814), Hauptmann der Lippischen Truppen in Spanien;
- Karl Friedrich Wippermann (* 1767; gestorben in jungen Jahren);
- Johann Georg Liborius Wippermann (* 1773; † 1847), Doktor beider Rechte und Hochschullehrer der Rechtswissenschaften an der Universität Rinteln und später Obergerichtsrat in Rinteln; sein Sohn war der spätere Politiker Karl Wilhelm Wippermann und dessen Sohn war der Publizist und Politiker Karl Wippermann.

### Werdegang
Carl Wilhelm Wippermann besuchte 1738 die Landesschule in Kirchheim unter Teck, bevor er 1743 an die Klosterschule des Klosters Denkendorf und 1745 an die Klosterschule des Klosters Maulbronn kam.
Er immatrikulierte sich 1747 zu einem Studium der Philosophie, Kritik und Geschichte an der Universität Tübingen und promovierte dort bei Johann Gottlieb Faber 1748 mit seiner Dissertation Dissertatio Inauguralis Historica De Leone III. Pontifice Romano zum Magister der Philosophie. Auf Wunsch seiner Stiefmutter begann er anschließend mit einem Studium der Theologie, das er 1752 mit seiner Dissertation De eo, quod justum, decorum, et honestum est, circa tribunalia fori dissertatio theologica: occasione oraculi 1. Cor. 6, v. 7 bei Israel Gottlieb Canz beendete. Im Dezember 1752 bestand er die Prüfung durch das Konsistorium in Stuttgart und wurde darauf Vikar im Kloster Bebenhausen, der auch die Aufsicht über die fürstlichen Alumnen zu führen hatte.
Nach einem Studium der Rechtswissenschaften an der Universität Tübingen, unter anderem bei Gottfried Daniel Hoffmann und Christian Ferdinand Harpprecht, habilitierte er 1754 zum Magister legens, mit der Berechtigung Vorlesungen zu halten.
Am 23. Juli 1754 wurde er zum Bevollmächtigten der schwäbischen Agnaten auf dem Familienkonvent der Familie Wippermann in Rinteln ernannt.
1755 studierte er an der Universität Rinteln unter anderem bei seinem Cousin Karl David Wippermann (1686–1756) und Paul Philipp Wolffhardt (1699–1759). Er habilitierte 1756 an der Universität Marburg bei Johann Georg Estor und promovierte zwei Jahre später am 6. Juli 1758 zum Doktor beider Rechte. 1759 kehrte er nach Tübingen zurück.
Er wurde 1760 der sechste Inhaber der Wippermann’schen Familienprofessur an der Universität Rinteln als Professor der Rechte, Geschichte, Politik und Geografie und wurde dort, als Nachfolger von Friedrich Ulrich Pestel (1691–1764) und Friedrich Wilhelm Pestel, 1764 Professor primarius der Rechte.
1778 erfolgte, als Nachfolger von Johann Nicolaus Funck, seine Ernennung zum Professor der Geschichte, Politik und Geografie an der Universität Rinteln.
Zu seinen Studenten gehörten unter anderem Carl Otto Graebe und Salomon Friedrich Merkel.
Anmerkung: Aus der Dissertation De Indole Et Ambitv Ivrivm Ecclesiae Circa Sacra Collegialivm von Johann Jakob Jäger (1738–1802) ist ersichtlich, dass Carl Wilhelm Wippermann 1791 Prorektor der Universität Rinteln war.

## Schriften (Auswahl)
- Dissertatio Inauguralis Historica De Leone III. Pontifice Romano. Tübingen, 1748.
- De eo, quod justum, decorum, et honestum est, circa tribunalia fori dissertatio theologica: occasione oraculi 1. Cor. 6, v. 7. Tubingae: Schramm, 1752.
- Dissertatio inauguralis de observando statu, quo fuit possessio tum ex iure naturae, tum gentium, tum civili, tum pontificiali, tum publico ecclesiastico Germanico, ratione et motae controversiae et litis pendentis et appellationis interpositae et anni decretorii. Marburg, 1758.
- Dissertatio de sententiis contrariis eodem tempore cirea idem negotium litigiosum latis, et ex omni iure confideratis. Marburg, 1759.
- Commentatio de statu, quo fuit possessio. Marburg, 1759.
- Dissertatio Cura principis sibi subditos, eosque debitores per belli clades ad incitas redactos sublevandi. Rinteln, 1760.
- Rechtliche und historische Betrachtungen über die Pfingsten. Rinteln, 1763.
- Entwurf eines Kirchenrechts der vier ersten Jahrhunderte nach Christi Geburt. Rinteln, 1764.
- Succincta variorum iuris circa sacra systematum delineatio. Sect. I et II. Rinteln, 1764–1765.
- Dissertatio de fundamento et indole iuris exclusivae, quo Caes. Aug. hodiernum uti potest, quando Capitula Germanica in eligendo praesule funt occupata. Rinteln, 1767.